# 팔랑가

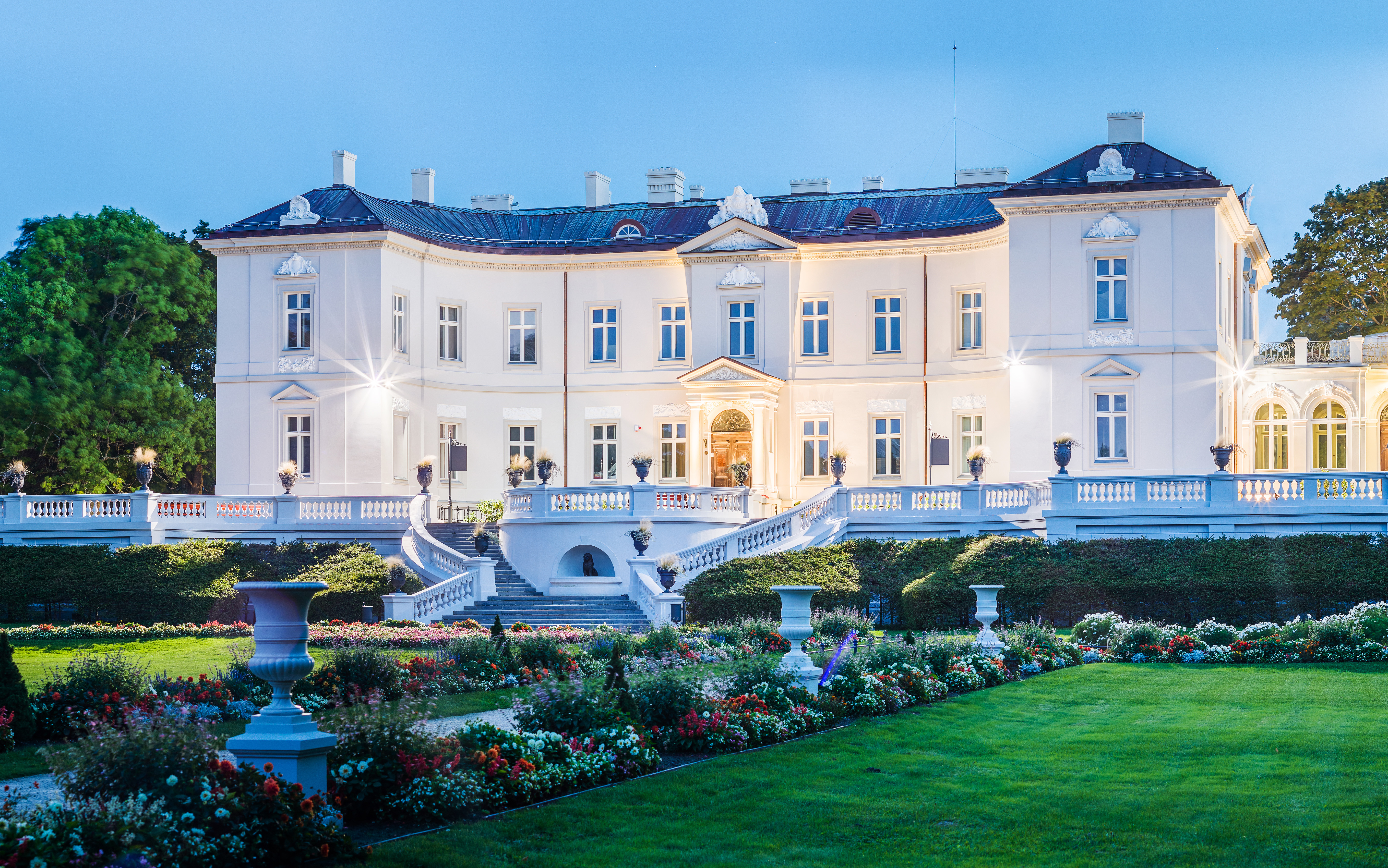
티슈케비치 궁전 (현재는 호박 박물관으로 개조되어 사용되고 있음)

팔랑가(리투아니아어: Palanga)는 리투아니아 서부에 위치한 클라이페다주의 도시로, 면적은 79km2, 인구는 17,600명(2008년 기준), 인구 밀도는 223명/km2이다. 발트해 연안과 접한 휴양 도시이며 18km에 달하는 아름다운 해변과 백사장이 있기 때문에 많은 관광객들이 몰린다.

시 문장